# Lauren Kitchen
Lauren Kitchen (Armidale (Nova Gales do Sul), 21 de novembro de 1990) é uma ciclista profissional australiana. Estreiou como profissional em 2012 depois de destacar em carreiras amadoras da Austrália que a deram acesso aos Campeonatos Mundiais em Estrada juvenis (2007-2008) e depois a grande quantidade de carreiras profissionais com a Selecção da Austrália -incluindo provas da Copa do Mundo e o Giro de Itália Feminino-.
Em 2011 alinhou pela equipa amador Rabo Lady Force, por aquele então filial do Rabobank Women -a melhor equipa ciclista feminino do mundo-, e ao ano seguinte subiu a essa «primeira equipa». Em 2013 alinhou pelo Wiggle Honda, outro das melhores equipas do mundo, mas de novo deixou essa equipa; durante esses anos, em carreiras profissionais, só conseguiu top-10 isolados em provas de um dia. Desde 2014 está no Hitec Products no que sim tem conseguido conseguir vitórias profissionais com quatro em 2015 -o Campeonato Oceânico em Estrada entre outros- que a deram acesso a participar no Campeonato Mundial em Estrada 2015.

## Palmarés
- 2008
  -  Campeã da Austrália em estrada juniores
  - 2.ª no Campeonato da Austrália Perseguição por Equipas (fazendo equipa com Ashlee Ankudinoff e Megan Dunn)
- 2009
  - 10.º do Campeonato Oceânico em estrada
- 2011
  -  Campeã da Austrália do critérium
  -  Campeã da Austrália da contrarrelógio esperanças
- 2012
  - 2.º do campeonato da Austrália da contrarrelógio esperanças
  - 3.º do campeonato da Austrália do critérium esperanças
- 2013
  -  Campeã da Austrália do critérium esperanças
- 2014
  - 2.ª no Campeonato da Austrália em Estrada 
  - 3.º do campeonato da Austrália do critérium
  -  Campeã de Oceania em estrada
    - 2. ª etapa da Volta da Tailândia

  - Volta de Overijssel
  - Volta da ilha de Zhoushan
    - Classificação geral
      - 2. ª etapa

  - 2.º do Campeonato Oceânico da contrarrelógio
  - 2.º da Volta da Tailândia
  - 3.º do Campeonato da Austrália de Ciclismo em Estrada campeonato da Austrália do critérium
  - 10.º do Open da Suécia Vårgårda (Cdm)
- 2016
  - 2.º do 7-Dorpenomloop van Aalburg
  - 2.º do Trofee Maarten Wynants
  - 3.º do Santos Women's Tour
  - 9.º dos Strade Bianche
- 2018
  - Grande Prêmio de Isbergues feminino
  - A Picto-Charentaise
  - 2.º do campeonato da Austrália em estrada
  - 3.º do Le Samyn des Dames
- 2019
  - 2.º de La Picto-Charentaise

### Classificações mundiais
| Ano            | 2009 | 2010 | 2011 | 2012 | 2013 | 2014 | 2015 | 2016 | 2017 | 2018 | 2019 | 2020 |
| -------------- | ---- | ---- | ---- | ---- | ---- | ---- | ---- | ---- | ---- | ---- | ---- | ---- |
| UCI Ranking    | 318. | -    | 235. | 328. | 75.  | 258. | 26.  | 52.  | 152. | 102. | 254. | 195. |
| UCI World Tour |      |      |      |      |      |      |      | 39.  | 120. | 108. | 145. | 106. |
|                |      |      |      |      |      |      |      |      |      |      |      |      |
| Fonte: UCI     |      |      |      |      |      |      |      |      |      |      |      |      |

## Resultados em Grandes Voltas e Campeonatos do Mundo
Durante a sua carreira desportiva tem conseguido os seguintes postos nas Grandes Voltas femininas e nos Campeonatos do Mundo em estrada:
| Carreira           | 2009 | 2010 | 2011 | 2012 | 2013 | 2014  | 2015 | 2016 | 2017 | 2018 | 2019 |
| ------------------ | ---- | ---- | ---- | ---- | ---- | ----- | ---- | ---- | ---- | ---- | ---- |
| Giro d'Italia      | 69.ª | 83.ª | -    | 83.ª | 99.ª | 117.ª | -    | 70.ª | 59.ª | Ab.  | -    |
| Tour de l'Aude     | -    | -    | X    | X    | X    | X     | X    | X    | X    | X    | X    |
| Grande Boucle      | -    | X    | X    | X    | X    | X     | X    | X    | X    | X    | X    |
| Mundial em Estrada | -    | -    | -    | -    | -    | -     | 28.ª | 69.ª | -    | -    | Ab.  |

-: não participa

Ab.: abandono

X: edições não celebradas

## Equipas
- Rabobank Women Cycling Team (2012)
- Wiggle Honda (2013)
- Hitec Products (2014-2016)
- WM3 Energie (2017)
- FDJ Nouvelle Aquitaine Futuroscope (2018-2020)